# Кристоф Зигизмунд фон Велшперг-Примьор
Кристоф Зигизмунд фон Велшперг-Примьор (на немски: Christoph Sigismund, Freiherr von Welsperg zu Welsperg und Primör; * 1625; † 1675) е фрайхер от австрийския род Велшперг-Примьор в Провинция Тренто в Южен Тирол.

## Произход
Той е син на фрайхер Зигмунд Волфганг Дитрих фон Велшперг-Лангенщайн-Райтенау (* 1597) и съпругата му фрайин Хелена фон Волкенщайн-Роденег (* 1597), внучка на фрайхер Кристоф фон Волкенщайн (1530 – 1600), дъщеря на фрайхер Кристоф фон Волкенщайн-Роденег (1560 – 1616) и Урсула ди Мадруцо († сл. 1626). Внук е на фрайхер Зигмунд IV Йохан фон Велшперг-Примьор (1552 – 1613) и графиня Клара фон Хоенемс (1571 – 1604). Правнук е на фрайхер Кристоф IV Зигмунд фон Велшперг-Лангенщайн-Примьор (1528 – 1580) и фрайин Ева Доротея Луция фон Фирмиан († 1585).
Сестра му Клара Доротея фон Велшперг-Примьор (1647 – 1711) е омъжена на 17 ноември 1667 г. за граф Йохан Ото Фугер-Кирхберг-Вайсенхорн (1631 – 1687), син на граф Ото Хайнрих Фугер (1592 – 1644).
През 1593 г. родът фон Велшперг е издигнат на имперски граф.

## Фамилия
Кристоф Зигизмунд фон Велшперг-Примьор се жени 1648 g. за Мария Анна Катарина фон Райтенау (* 1631; † 4 юни 1658, Брунек), дъщеря на граф Волф Дитрих II фон Райтенау-Лангенщайн и Розег († 1639) и Мария Якобея фон Райтенау († 1663). Те имат две деца:
- Фелицитас фон Велшперг, омъжена за фрайхер Йохан Зигмунд фон Велшперг († 1689), вторият син на граф Маркус Зигмунд фон Велшперг († 1664) и Йохана Хелена фон Волкенщайн, дъщеря на граф Йохан фон Волкенщайн-Роденег (1585 – 1649) и първата му съпруга графиня Бенигна Елизабет Коловрат (1582 – 1636).
- Гвидобалд Анастасиус фон Велшперг-Примьор, господар на Лангенщайн (1655 – 1731), наследява господството Лангенщайн, женен 1677 г. за Мария Урсула фон Шпаур и Флавон (1658 – 1731), дъщеря на Йохан Баптист Евангелист Антон Леополд фон Шпаур, Флавон-Винкел, Унтер-Валер († 1689) и графиня Мария Анна Магдалена Куен фон Белази; имат син и дъщеря